# 고문서학
고문서학(古文書學, 영어: diplomatics)은 고문서의 분류, 의미, 등을 종합적으로 연구하는 학문이다. 특히 역사적 가치가 있는 문헌 자료 등을 대상으로 한다
고문서학과 고문자학 모두 오래된 문서를 대상으로 하는 학문이지만 그 학문적 연원은 구별된다. 고문서학이 주로 문서 자체의 형식 전반을 다루는 것임에 비해, 고문자학은 서체나 문체를 분석 대상으로 하는 것에서 출발했다.

## 같이 보기
- 캘리그래피
- 고문자학
- 문헌학